# 영웅서기5 칠흑의 계약
영웅서기5 칠흑의 계약은 영웅서기 시리즈 가운데 6번째 작품이다.

## 등장인물
- 슈르츠 : 계승자이자 영웅서기 5의 남주인공. 나이에 걸맞지 않게 모든 것을 의심하고 계산하려고 하는 소년 용병이다.

- 렌 : 영웅서기 5의 여주인공이자 슈르츠의 정령. 다른 계승자들의 정령과는 다르게 강력한 실체화 에너지를 가지고 있다. 이 캐릭터의 엔딩이 있다. 진 엔딩으로 밝혀졌다.

- 에블린 : 계승자이자 혁명군의 에이스. 혁명군에 속해 있었다. 그러던 어느날 꿈을 꾸게 되고, 정령을 얻음과 동시에 실버힐을 추위로부터 지키는 소원을 성취한다. 이 캐릭터의 엔딩이 있다.

- 티아나 : 계승자이자 크리스의 여동생. 어려서부터 실험체로 살아왔지만 어느날 꿈을 꾸게 되고, 실험체였던 시절의 기억을 지워버리는 소원을 성취함과 함께 탈출한다. 이 캐릭터의 엔딩이 있다.

- 테오도어 : 계승자이자 듣는자인 이렘의 천재 학자. 첫 번째로 계승자가 된 듣는 자. 다른 일행들은 그가 원래는 숫자도 못세는 바보였으나 어느날 꿈을 꾸게 되고 마법의 지식들을 얻게 되는 소원을 성취함과 함께 혁명군 레반에 합류한 계승자라고 알고 있다.

- 아일린 : 계승자이자 일명 9번가의 성녀. 팔다리를 움직이지 못하는 불구였으나 어느날 꿈을 꾸게 되고 움직일 수 있게 됨과 함께 정령을 이용한 치료의 힘을 얻게 된다.

- 마르크 : 계승자이자 돈에 굶주린 자. 원래는 가난했으나 어느날 꿈을 꾸게 되고 부자가 된다는 소원을 성취함과 동시에 자기가 가진 부를 빼앗기지 않으려고 다른 계승자들을 제거하기 위한 노력을 한다.

- 티르 : 계승자는 아니지만 그 이상의 힘을 가지고 있는 자.  옛날에 듣는 자였으나 실은 거짓 기억을 받은 것이었고, 자신과 몸을 바꾸어 자신에게 자유를 준 친구 브리안이 악몽에 먹혀 케프네스의 부하로 타락하자 그를 대신해 루레인과 함께 고대신의 사도인 케프네스를 처치한다. 그리고 현재는 고대신과 고대신을 이용하려는 자들을 박멸하기 위해 힘쓰고 있다. 영웅서기4의 주인공 중 한 명.

- 루레인 : 계승자는 아니지만 오히려 계승자보다 월등한 힘을 가지고 있는 자. 루레인 또한 고대신의 종복이었다. 하지만 크래드에 의해 노덴스에게 맡겨진 후 그를 아버지라 생각하고 누아다를 오라버니라 생각하며 살던 도중, 케프네스에 의해 그들을 모두 잃고 티르와 함께 고대신의 사도, 가디언이자 자신의 분신체인 케프네스를 처치한 뒤 노덴스를 대신해 네베드의 수호자가 되어 고대신의 봉인을 컨트롤 하고 있다. 영웅서기4의 주인공 중 한 명.

- 크리스 : 티아나의 오빠. 웨이드가에 의해 가혹한 실험을 받고 있던 중 동생인 티아나가 정령을 계승하게 되고 그 힘을 이용해 탈출에 성공한다. 동생인 티아나와 함께 안전하게 살 수 있는 곳을 찾고 있다. 어른에 대한 증오에 사로잡혀 그 누구도 믿지 않는 소년이다. 계승자는 아니지만 여동생인 티아나로부터 정령의 힘을 빌려 쓸 수 있다.

- 루퍼스 : 계승자이자 듣는 자이며, 힘을 갈구하는 자. 다른 계승자에 비해 압도적인 힘으로 슈르츠를 비롯한 계승자들을 위협한다.

## 영웅서기5 테마곡
| #   | 제목                   | 재생 시간 |
| --- | ---------------------- | --------- |
| 1.  | 〈위기 일발 1〉        | 22초      |
| 2.  | 〈위기 일발 2〉        | 31초      |
| 3.  | 〈갈등과 방황〉        | 31초      |
| 4.  | 〈쓸쓸한 진실과 최후〉 | 37초      |
| 5.  | 〈보스 대전〉          | 31초      |
| 6.  | 〈위기 일발〉          | 26초      |
| 7.  | 〈음침한 곳〉          | 37초      |
| 8.  | 〈수상한 곳〉          | 35초      |
| 9.  | 〈강림자의 방주〉      | 30초      |
| 10. | 〈평원의 노래〉        | 31초      |
| 11. | 〈난잡한 곳〉          | 26초      |
| 12. | 〈지하도〉             | 32초      |
| 13. | 〈활기찬 마을〉        | 54초      |
| 14. | 〈한산한 마을〉        | 36초      |
| 15. | 〈에블린〉             | 31초      |
| 16. | 〈렌〉                 | 45초      |
| 17. | 〈메인 1〉             | 29초      |
| 18. | 〈어두운 과거〉        | 38초      |
| 19. | 〈크리스 남매〉        | 43초      |
| 20. | 〈티르〉               | 38초      |
| 21. | 〈메인 2〉             | 1분 13초  |